# Rezerwat przyrody Postávka
Rezerwat przyrody Postávka (słow. Národná prírodná rezervácia Postávka) – rezerwat przyrody w grupie górskiej Wyhorlat we wschodniej Słowacji, w granicach Obszaru Chronionego Krajobrazu Wyhorlat. Powierzchnia 25,91 ha. Na terenie rezerwatu obowiązuje 5. stopień ochrony.

## Położenie
Leży na wysokości 720–780 m n.p.m., na lokalnym wypłaszczeniu krótkiego grzbietu, wybiegającego od szczytu Motrogon w kierunku północnym i kończącego się nikłym wzniesieniem o nazwie Postávka (740 m n.p.m.). Położony jest w katastrze wsi Zemplínske Hámre w powiecie Snina w kraju preszowskim.

## Historia
Rezerwat został powołany rozporządzeniem Ministerstwa Kultury Słowackiej Republiki Socjalistycznej nr 805/1980-32 z dnia 29 lutego 1980 r. Nowelizacja statusu w 2003 r.

## Charakterystyka
Najważniejszym fragmentem rezerwatu jest torfowisko Postávka w kształcie dość foremnego koła o powierzchni ok. 1,6 ha. Jest to torfowisko typu wysokiego o nieznacznie wypiętrzonej części centralnej. Powstało na skutek zarastania jeziorka o głębokości maksymalnej 21 m, usytuowanego na nieprzepuszczalnym podłożu zaklęśniętego fragmentu grzbietu górskiego. Na grubej warstwie obumarłych części różnych gatunków torfowców rozwinęły się zespoły roślinności torfowiskowej i bagiennej. Z traw występują tu trzęślica modra oraz wilgociolubne gatunki turzyc (turzyca bagienna, turzyca nitkowata, turzyca dzióbkowata). Z typowych dla torfowisk gatunków rosną tu m.in. bagnica torfowa, bobrek trójlistkowy, wełnianka pochwowata, widłaczek torfowy, rosiczka okrągłolistna i żurawina błotna.
Torfowisko otacza naturalny las bukowy z licznie występującymi w nim jaworami.

## Cel powołania
Celem powołania rezerwatu była potrzeba ochrony najstarszego i najcenniejszego z punktu widzenia naukowego torfowiska w Wyhorlacie, przedstawiającego wyjątkowy biotop bagienno-torfowiskowy, w którym występuje szereg gatunków rzadkich i chronionych roślin. Torfowisko to, ze względu na swój wiek i stan zachowania, ma pierwszorzędne znaczenie dla badań nad rozwojem flory wschodniej Słowacji (analiza pyłkowa).

## Ochrona
Torfowisko, które znajduje się w dość znacznej odległości od znakowanych szlaków turystycznych, nie jest narażone na antropopresję. 
Pomimo najwyższego (5) stopnia ochrony, od 2003 r. na terenie rezerwatu prowadzone są jednak zabiegi, mające utrzymać jego obecny stan. Chodzi głównie o koszenie terenów torfowiska w celu ograniczenia rozrostu trzęślicy modrej oraz kilku występujących tu gatunków wierzb, które „odsysają” z warstw torfu znaczne ilości wody (co prowadzi do przyspieszonego starzenia się torfowiska) oraz zacieniają stanowiska takich światłolubnych gatunków jak bobrek trójlistkowy czy rosiczka okrągłolistna.